# Acueducto de las Aguas Libres
El acueducto de las Aguas Libres (Aqueduto das Águas Livres en portugués) es un acueducto de Lisboa, en Portugal.

## Descripción

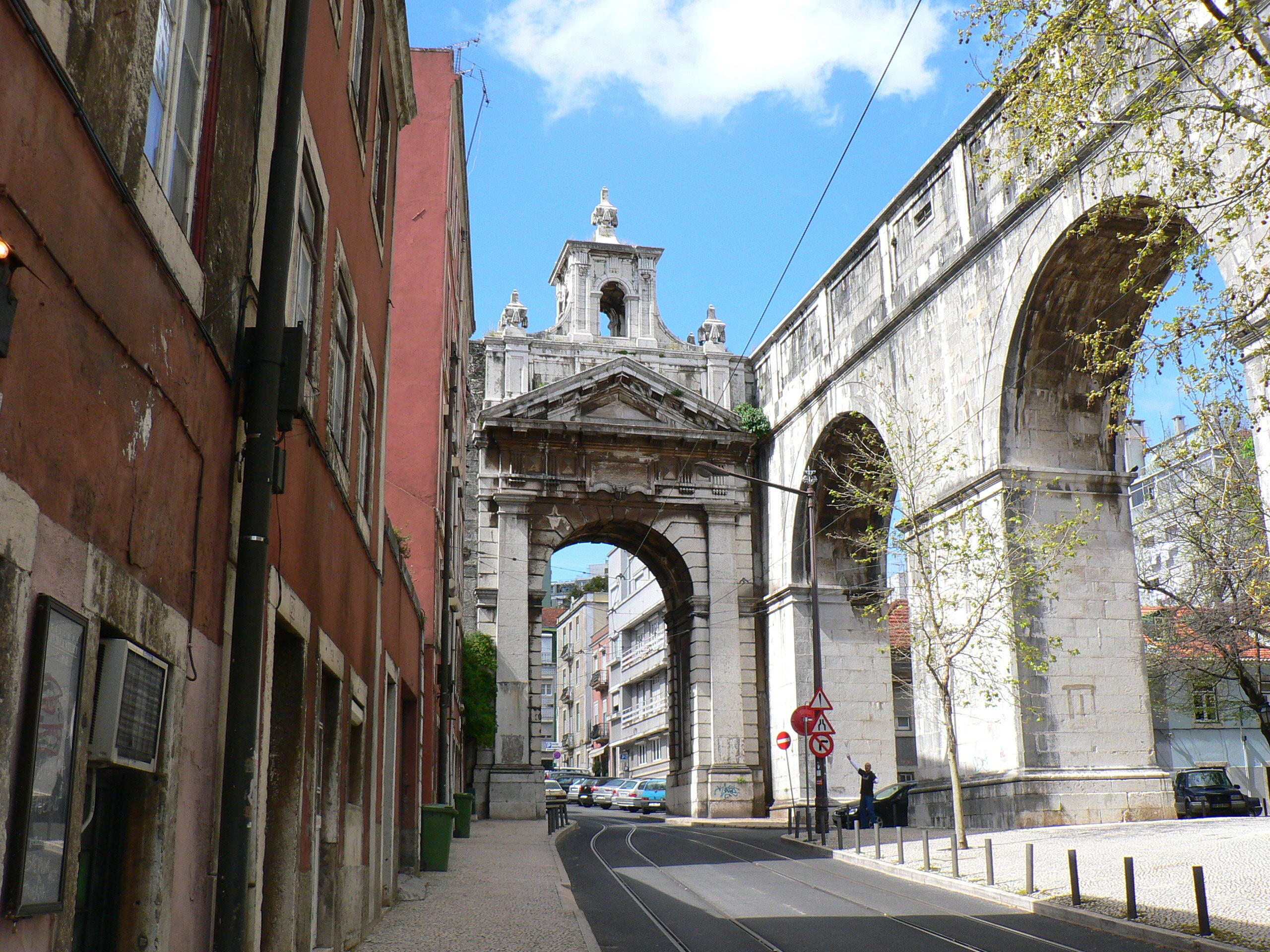
Vista del acueducto

Se levanta sobre el valle de Alcántara. La construcción de un acueducto para llevar agua a la ciudad dio al rey Juan V la oportunidad de satisfacer su pasión por las construcciones grandiosas, ya que la única área de Lisboa que tenía agua era la Alfama. El proyecto se pagó gracias a un impuesto sobre la carne, el vino, el aceite y otros comestibles. 
A pesar de haber sido terminado del todo en el siglo XIX, en 1748 ya estaba en funcionamiento y suministraba agua a la ciudad. Es una de las poquísimas construcciones que aguantó el terremoto de 1755 sin caerse, lo que le dio un gran prestigio a sus  arquitectos e ingenieros.
El canal principal mide 19 km, aunque la longitud total, incluyendo los canales secundarios, es de 58 km. Su parte más conocida son los 35 arcos sobre el valle, el más alto de los cuales mide 65 metros de altura.
El camino público sobre el acueducto, estuvo cerrado desde 1853, en parte debido a los crímenes perpetrados por Diogo Alves, un criminal que lanzaba a sus víctimas desde lo alto de los arcos. Hoy es posible dar un paseo guiado por encima de los mismos. También es posible, ocasionalmente, visitar la reserva del Museo del Agua.
En un extremo del acueducto se sitúa la Mãe d'Agua das Amoreiras, que es una especie de castillo que antiguamente servía como reserva. El diseño original, de 1745, es obra del arquitecto húngaro Carlos Mardel. Completado en 1834, se convirtió en un popular punto de encuentro para los monarcas y sus amantes. Hoy el espacio se utiliza para exposiciones de arte, desfiles de moda y otros eventos.